# Alice on the Roof
Alice Dutoit alias Alice on the Roof (juego de palabras con su apellido traducido al inglés; Soignies, 23 de enero de 1995) es una cantautora belga.

## Biografía
Su madre es arquitecta y su padre ingeniero eléctrico. Entró en un conservatorio para estudiar piano y canto coral de 2001 a 2012 y tras sus estudios en humanidades perfeccionó su inglés en  Brookings, Oregón, con una beca Rotary International.
Participó en la tercera edición de The Voice Belgique quedando semifinalista.

## Discografía
- Higher, 2016
- Madame, 2018